# Коровино (деревня, Архангельская область)
Коро́вино — деревня в Плесецком районе Архангельской области. Входит в состав Конёвского сельского поселения.

## География
Деревня находится на левом берегу реки Кена.

### Часовой пояс
Деревня Коровино, как и вся Архангельская область, находится в часовой зоне МСК (московское время). Смещение применяемого времени относительно UTC составляет +3:00.

## Население
| 2010 | 2012 |
| ---- | ---- |
| 2    | ↘0   |